# Ren
Ren (latinsko: Rhenus, retoromanščina: Rein, nemško: Rhein, francosko: le Rhin, nizozemsko: Rijn) je evropska reka, ki izvira v švicarskem kantonu Graubünden v jugovzhodnem delu švicarskih Alp, tvori del švicarsko-avstrijske, švicarsko-lihtenštajnske, švicarsko-nemške in francosko-nemške meje, nato pa teče skozi Porenje in se na koncu izliva v Severno morje na Nizozemskem. Največje mesto ob reki je Köln v Nemčiji z 1.060.582 prebivalci (31. december 2015). Ren je druga najdaljša reka v srednji in zahodni Evropi (za Donavo), s približno dolžino 1230 km in s povprečnim pretokom okoli 2900 m3/s.
Ren in Donava sta oblikovali najbolj severne celinske meje rimskega imperija in že od tistih dni je Ren pomembna in plovna vodna pot za opravljanje trgovine in prevoz blaga globoko v notranjost. Številni gradovi in utrdbe ob Renu pričajo o njegovem pomenu kot transportni poti v Svetem rimskem cesarstvu. V moderni dobi je postal simbol nemškega nacionalizma.

## Ime
Različice imena Ren v modernih jezikih vse izhajajo iz galskega imena Rēnos, ki je bilo prevzeto v rimski geografiji (1. stoletje pred našim štetjem) iz grške Ῥῆνος (Rhēnos), latinske Rhenus. Zapis z Rh- v angleškem Rhine, kot tudi v nemškem Rhein in francoskem Rhin je zaradi vpliva grškega pravopisa, medtem ko je izgovorjava -i- posledica proto-germanskega sprejetja galskega imena kot *Rīnaz preko starofrankovskega Rin,  staro visoko nemške Rīn, zgodnje srednje nizozemščine (c. 1200) Rijn (takrat tudi napisane Ryn ali Rin). Dvoglasnik v sodobni nemški Rhein (tudi sprejet v retoromanščini Rein – v pomenu 'dež') je srednje nemški razvoj novoveškega obdobja, ime v alemanščini Rī(n)  obdrži starejši vokalizem, kot ripuarijsko narečje Rhing, medtem ko je pfalško Rhei, Rhoi.
Galsko ime Rēnos (Proto-keltsko ali pre-keltsko *Reinos) spada v skupino rečnih imen, zgrajenih iz PIE korena *rei- za "premakniti, pretok, teči", ki se nahajajo tudi v drugih imenih, kot je Reno v Italiji.
Slovnični spol keltskega imena (kot tudi njegove grške in latinske prilagoditve) je moški in ime je še vedno moško v nemščini, nizozemščini in francoščini.

## Geografija
Dolžina Rena se običajno meri v »renskih kilometrih« (Rheinkilometer), uvedenih leta 1939, ki potekajo od Starega renskega mostu pri Konstanci (0 km) do Hoek van Holland (1036,20 km). Dolžina reke je bistveno skrajšana od prvotnega naravnega toka zaradi številnih regulacijskih projektov, zaključenih v 19. in 20. stoletju. »Skupno dolžino Rena«, z vključitvijo Bodenskega jezera in alpskega dela reke je težje objektivno izmeriti; navedena je kot 1.232 kilometrov po nizozemskem Rijkswaterstaat v letu 2010.
Njen tok je običajno razdeljen na naslednji način:
| Dolžina | Odsek                                                                                             | Povprečni pretok                                                                                       | Nadmorska višina | Levi pritoki (ne vsi) | Desni pritoki (ne vsi) |
| 76 km od Vorderrheina (vključno Rein da Medel) | Različni izviri in povirje tvorijo reke Vorderrhein in Hinterrhein v Graubündnu, Švica            | 114 m3/s                                                                                               | 584 m            | Aua Russein, Schmuèr | Rein da Tuma, Rein da Curnera, Rein da Medel, Rein da Sumvitg (Rein da Vigliuts), Glogn (Valser Rhine), Rabiusa, Hinterrhein (desno: Ragn da Ferrera, Albula/Alvra (levo: Gelgia; right: Landwasser)) |
| c. 90 km | Alpski Ren vzdolž doline Rena (tvori avstrijsko-švicarsko mejo in lihtenštajnsko mejo).           | | 400 m            | Tamina | Plessur, Landquart, Ill]] |
| c. 60 km | Bodensko jezero, tudi kanal Seerhein pri Konstanci, priključek Obersee in Untersee;               | | 395 m            | Goldach | Dornbirner Ach, Leiblach, Schussen, Rotach, Brunnisaach, Lipbach, Seefelder Aach, Radolfzeller Aach                                                                                                   |
| c. 150 od Konstance do Basla: Renski kilometer 0–167.                                                                                                   | Visoki Ren od iztoka iz Bodenskega jezera do Basla, tvori del nemško-švicarske meje               | 1.300 m3/s                                                                                             | 246 m            | Thur, Töss, Glatt, Aare (pri sotočju Aare in Rena, Aare prinese 560 m³/s več vode kot Ren s 439 m³/s, tako, da je hidrografsko gledano Ren desni pritok Aare) Ergolz, Birs | Wutach |
| 362 od Basla do Bingena: Renski kilometer 167–529. | Zgornji Ren od Basla do Bingena tvori planoto Zgornji Ren in spodnjem toku francosko-nemško mejo  | | 79 m             | Ill, Moder, Lauter, Nahe | Wiese, Elz, Kinzig, Rench, Acher, Murg, Alb, Pfinz, Neckar, Majna |
| 159 km Bingen do Kölna: Renski kilometer 529–688 (159 km); ni nedvoumno opredeljen Srednji Ren, nekateri bi raje, da se začne gorvodno, na ustju Majne. | Srednji Ren med Bingenom in Bonnom ali Kölnom je v celoti v Nemčiji, prečka sotesko Rena;         | | 45 m             | Mozela, Nette, Ahr | Lahn, Wied, Sieg |
| 177 km Renski kilometer 688–865.5 (177,5 km) od Kölna do nemško nizozemske meje                                                                         | Spodnji Ren dolvodno od Bonna, prečka regijo Spodnje Porenje dežele Severno Porenje - Vestfalija  | | 11 m             | Erft | Wupper, Düssel, Ruhr, Emscher, Lippe |
| c. 50 km | Nederrijn ali "Nether Rhine" (krajši tok Oude Rijn) znotraj delte Ren–Meuse–Šelda na Nizozemskem. | 2.900 m3/s skupen pretok Rena je predmet znatnih nihanj, povprečne vrednosti so različne glede na vir; | 0 m              | Meuse | Oude IJssel, Berkel |

### Alpski Ren

#### Povirje in izviri
- Rein da Tuma teče v zbiralnik Lai da Curnera
- Iztok iz jezera Toma velja za izvir Rena
- Jezero Toma, gledano nasptozi izvira
- Sotočje Hinterrheina (desni) in Vorderrheina (levo) pri Reichenau

Ren nosi svoje ime, brez značilnih dodatkov samo od sotočja potokov Vorderrhein in Hinterrhein blizu Tamins-Reichenaua dalje. Nad tem je obsežno povodje povirja reke Ren. Spada skoraj izključno v švicarski kanton Graubünden, od masiva Gotthard na zahodu preko doline, kjer leži kanton Ticino in Italija na jugu, do prelaza Fluela na vzhodu.
Tradicionalno velja za izvir Rena iztok iz jezera Toma v bližini prelaza Oberalp v regiji Gotthard in je videti kot izvir Vorderrheina in Rena kot celote. Hinterrhein izvira v dolini Rheinwald pod Rheinwaldhornom.

#### Hinterrhein in Vorderrhein
Izvir reke naj bi bil severno od Lai da Tuma (jezero Toma) na Vorderrhein / Rein Anteriur ali Prednji Ren, čeprav je njegov južni pritok Rein da Medel dejansko pred sotočjem s Vorderrheinom v bližini Disentisa.
Vorderrhein ali Sprednji Ren, izvira iz Lai da Tuma (jezera Toma, 2345 m), v bližini prelaza Oberalp in teče skozi impresiven kanjon Ruinaulta, ki ga tvorijo največje vidne skale v Alpah, Flimsov plaz.
Hinterrhein / Rein Posteriur ali Zadnji Ren izvira iz ledenika Paradies, v bližini Rheinwaldhorna. Eden od njegovih pritokov je Reno di Lei, odtok Valle di Lei na italijanskem ozemlju. Po treh glavnih dolinah, ločenih z dvema kanjonoma, Roflaschlucht in Via Mala, doseže Reichenau. Njegovi izviri se nahajajo v Adula Alpah (Rheinwaldhorn, Rheinquellhorn in Güferhorn).
Avers Ren se pridruži z juga. Eno od njegovih povirij je Reno di Lei (se steka v Lago di Lei), ki se delno nahaja v Italiji. V bližini Silsa, se Hinterrheinu pridruži Albula z vzhoda, iz območja prelaza Albula. Albula črpa vodo predvsem iz Landwasserja z Dischmabachom kot največjim tokom izvira, vendar je skoraj tolikšen kot Gelgia, ki prihaja navzdol od prelaza Julier.

### Dolina Rena
V bližini Tamins-Reichenau se Prednji in Zadnji Ren združita in tvorita Ren. Reka naredi poseben zavoj proti severu, blizu mesta Chur. Ta odsek je dolg skoraj 86 km in se spusti z višine 599 m do 396 m. Teče skozi široko ledeniško alpsko dolino, znano kot dolina Rena (nemško: Rheintal). V bližini Sargansa je naraven jez, le nekaj metrov visok in preprečuje, da bi se stekal v odprto dolino Seeztal in nato skozi jezero Walen in jezero Zurich v reko Aare. Alpski Ren se začne v najbolj zahodnem delu švicarskega kantona Graubünden, kasneje pa tvori mejo med Švico na zahodu in Lihtenštajnom in kasneje Avstrijo proti vzhodu.
Posledica človekovega delovanja je, da se izprazni v Bodensko jezero na avstrijskem ozemlju in ne na meji, ki sledi stari naravni strugi.
Ustje Rena v Bodenskem jezeru predstavlja delto. Večina delte je naravni rezervat in zatočišče za ptice. Vključuje avstrijska mesta Gaißau, Höchst in Fußach. Naravni Ren, prvotno razvejan v vsaj dve veji, z nanašanjem usedlin oblikuje majhne otoke. V lokalnem alemanskem narečju se izgovarja 'Isel' in to je tudi lokalna izgovorjava Esel ('osel'). Veliko lokalnih polj ima uradno ime, ki vsebuje to besedo.
Regulacija Rena predstavlja zgornji kanal v bližini Diepoldsaua in nižji kanal na Fußachu, da bi preprečili stalne poplave in močno sedimentacijo v zahodnem delu delte. Dornbirner Ach je preusmerjen in zdaj teče vzporedno s kanaliziranim Renom v jezero. Njegova voda ima temnejšo barvo kot Ren; lažje lebdeče plavine izhajajo iz višjih gora. Pričakuje se, da bo stalen vnos sedimentov v jezero sčasoma zamuljil jezero. To se je že zgodilo v nekdanjem jezeru Tuggenersee.

### Bodensko jezero
Bodensko jezero je sestavljeno iz treh vodnih teles: Obersee ('Zgornje jezero'), Untersee ('Spodnje jezero') in povezovalni odsek Rena, ki se imenuje Seerhein ('jezero Ren'). Nahaja se v Nemčiji, Švici in Avstriji v bližini Alp. Natančneje, njegova obala leži v nemških zveznih deželah Bavarska in Baden-Württemberg, avstrijski zvezni deželi Predarlski in švicarskih kantonih Thurgau in St. Gallen. Ren priteče vanj z juga sledeč švicarsko-avstrijski meji. Sotočje je na približnih koordinatah 47°39′N 9°19′E / 47.650°N 9.317°E.

### Visoki Ren
Del Rena, ki izhaja iz Bodenskega jezera se imenuje Visoki Ren in teče na splošno proti zahodu, prehaja preko Renskih slapov in se pridruži svojemu velikemu pritoku reki Aare. Aare več kot podvoji pretok vode Rena in zagotavlja več kot petino pretoka do nizozemske meje. Aare dobi vode izpod 4.274 m visokega vrha Finsteraarhorn, najvišje točke renskega porečja. Ren od Bodenskega jezera dalje v grobem predstavlja nemško-švicarsko mejo z izjemo kantona Schaffhausen in delov kantonov Zürich in Basel-Stadt, dokler se ne obrne proti severu na tako imenovanem Renskem kolenu v Baslu in zapusti Švico.
Visoki Ren se začne v Stein am Rhein na zahodnem koncu Spodnjega jezera. Za razliko od Alpskega Rena in Zgornjega Rena, teče sedaj proti zahodu. Pade iz 395 m na 252 m nadmorske višine. Nekateri odseki Visokega Rena med Stein am Rhein in Eglisauom tvorijo mejo med Švico na južnem bregu in Nemčije na severu. Na drugih odsekih je na obeh straneh švicarski. V resnici je večina kantona Schaffhausen na severnem bregu. Med Eglisauom in Baslom, visoki Ren dosledno tvori mejo.
Renski slapovi se nahajajo pod Schaffhausenom. Imajo povprečni pretok vode 373 m³/s (povprečna poletna praznjenja pa 700 m³/s) in so drugi najmočnejši slap v Evropi v smislu potencialne energije, za Dettifossom na Islandiji. Za Visoki Ren so značilni številni jezovi. Na redkih preostalih naravnih odsekih še vedno obstajajo številne brzice.
V bližini Koblenza v Aargau se Aare pridruži Renu. Čeprav je Aare močnejši od Rena, se kljub temu Alpski Ren šteje za glavno vejo, ker je daljši.

### Zgornji Ren
V središču Basla, prvem večjem mestu ob toku, ki se nahaja ob renskem kolenu. To je velik ovinek, kjer se smer Rena spremeni od zahodne proti severni. Tu se Visoki Ren konča. Pravno je meja med Visokim in Zgornjim Renom osrednji most v Baslu. Reka zdaj teče proti severu kot Zgornji Ren skozi planoto/dolino (nemško Oberrheinische Tiefebene, Oberrheinisches Tiefland ali Oberrheingraben, francosko Vallée du Rhin), ki je dolga približno 300 km in do 40 km široka in jo na levi omejujejo Vogezi na desni pa Schwarzwald. Najpomembnejši pritoki na tem področju so Ill pod Strasbourgom, Neckar v Mannheimu in Majna nasproti Mainza. V Mainzu Ren zapusti Zgornjo dolino Rena in teče skozi Mainško kotlino
Južna polovica Zgornjega Rena tvori mejo med Francijo (Alzacija) in Nemčijo (Baden-Württemberg). Severni del tvori mejo med nemškima deželama Porenje - Pfalška na zahodu na eni strani in Baden-Württemberg in Hessen na drugi strani, na vzhodu in severu. Zanimivost te mejne črte je, da so deli mesta Mainz na desnem bregu Rena pripadali Hessnu po okupaciji leta 1945.
Zgornji Ren je bil pomembna kulturna krajina v srednji Evropi že v antiki in v srednjem veku. Danes območje gosti številne pomembne proizvodne in storitvene dejavnosti, zlasti v centrih Basel, Strasbourg in Mannheim-Ludwigshafen. Strasbourg je sedež Evropskega parlamenta in ena od treh evropskih prestolnic, ki se nahaja ob Zgornjem Renu.
Regija Zgornji Ren se je v 19. stoletju bistveno spremenila s programom regulacije Rena. Stopnja pretoka se je povečala in nivo podtalnice občutno padel. Mrtve veje so usahnile in območje gozdov na poplavnih ravnicah močno zmanjšalo. Na francoski strani je bil izkopan Grand Canal d'Alsace, ki nosi velik del rečne vode in ves promet. Ponekod obstajajo veliki zadrževalni bazeni, na primer velik zadrževalnik de Plobsheim v Alzaciji.
Del Zgornjega Rena dolvodno od Mainza je znana tudi kot 'Renski otoki'. Tu se pojavljajo številni rečni otoki, lokalno znani kot Rheinauen.

### Srednji Ren
Srednji Ren naleti na nekaj več glavnih pritokov, kot so Neckar, Majna in kasneje Mozela, ki prispevajo povprečno več kot 300 m3 / s. Severovzhodni francoski pritoki Rena prihajajo preko Mozele; manjše reke odmakajo Vogeze in pogorje Jura. Večina Luksemburga in na zelo majhen del Belgije se tudi odmaka v Ren preko Mozele. Ko se približa robu nizozemske ima Ren letno povprečni pretok 2.290 m3 / s in povprečno širino 400 m.
Med Bingenom in Bonnom, teče Srednji Ren skozi sotesko, ki je nastala zaradi erozije. Stopnja erozije je enaka dvigu regije, tako da je reka ostala približno na svoji prvotni stopnji, medtem ko so se okoliška zemljišča dvignila. Soteska je zelo globoka, odsek reke pa znan po svojih številnih gradovih in vinogradih. Kot Zgornja srednja dolina Rena je od leta 2002 na Unescovem seznamu svetovne dediščine in je znan tudi kot Romantični Ren, z več kot 40 gradovi in utrdbami iz srednjega veka in številnimi ljubkimi podeželskimi vasmi.
Do leta 1980 je bila industrija glavni vir onesnaževanja vode. Čeprav so številni obrati in tovarne ob gornjem toku Rena v Švici, je ob Spodnjem Renu večina skoncentrirana v večjih mestih  Köln, Düsseldorf in Duisburg. Duisburg je med največjimi evropskimi pristanišči na celinskih vodah in deluje kot vozlišče med morskimi pristanišči Rotterdam, Antwerpen in Amsterdam. Ruhr, ki se pridruži Renu v Duisburgu, je danes čista reka, zahvaljujoč kombinaciji strožjih okoljskih kontrol, prehoda iz težke v lahko industrijo in čistilnih ukrepov, kot je pogozdovanje degradiranih območij. Ruhr trenutno zagotavlja regiji pitno vodo. V Ren prispeva 70 m3/s. Druga reka v porečju Ruhra je predvsem Emscher, ki pa ima še vedno precejšnjo stopnjo onesnaženosti.
- Med Strasbourgom in Kehlom
- Mostova pri Karlsruheju
- Območje med Eltville in Bingen ob Renu
- Marksburg blizu Koblenza, zgrajen 1231
- Ren v Kölnu
- Ren pri Düsseldorfu

Majnška kotlina se konča v Bingen ob Renu; še kot Srednji Ren teče skozi sotesko v renskem Schiefergebirge. Na tem odseku reka pade iz 77,4 m nadmorske višine do 50,4 m. Na levi strani se nahajata hribovju Hunsrück in Eifel, na desni Taunus in Westerwald. Po mnenju geologov je značilna ozka oblika doline nastala z erozijo reke, medtem ko se je okoliška pokrajina dvignila.
Večji pritoki v tem delu sta Lahn in Mozela. V Ren vtekata blizu Koblenza, levo oziroma desno. Skoraj celotna dolžina Srednjega Rena poteka v nemški deželi Porenje-Pfalška.
Prevladujoči gospodarski sektorji na območju Srenjega Rena sta vinogradništvo in turizem. V bližini Sankt Goarshausena Ren teče okoli znane skale Lorelaj. S svojimi izjemnimi arhitekturnimi spomeniki, pobočji polnimi trt, gručastimi naselji na ozkih rečnih bregovih in številnimi gradovi, ki se vrstijo po strmih pobočjih, lahko ta del doline Rena štejemo za sinonim Renske romantike.

### Spodnji Ren
V Bonnu, kjer se v Ren izliva Sieg, Ren vstopi v Severno nemško nižavlje in se spremeni v Spodnji Ren. Spodnji Ren pade iz nadmorske višine 50 m do 12 m. Glavni pritoki na tem odseku sta Ruhr in Lippe. Tako kot Zgornji Ren, je imel do izgradnje regulirane struge tudi Spodnji Ren meandre. Ker so nasipi nekoliko oddaljena od reke, ob visokih vodah ima reka več prostora za razlitje.
Spodnji Ren teče skozi deželo Severno Porenje - Vestfalija. Njegovi bregovi so močno naseljeni in industrializirani, zlasti aglomeracije Köln, Düsseldorf in Ruhr. Tu Ren teče skozi največjega somestja v Nemčiji, regijo Ren-Ruhr. Eno najpomembnejših mest v tej regiji, je Duisburg z največjim rečnim pristaniščem v Evropi (Duisport). Regija dolvodno od Duisburga je bolj kmetijska. V Weselu, 30 km dolvodno od Duisburga, se nahaja na zahodnem koncu druge ladijske poti vzhod-zahod, kanal Wesel-Datteln, ki poteka vzporedno z reko Lippe. Med Emmerichom in Clevesom prečka reko najdaljši viseči most v Nemčiji, 400 m dolg most Emmerich (nemško Rheinbrücke Emmerich). V bližini Krefelda, reka prečka Uerdingen linijo, ki ločuje območja, na katerih so govorili doljno in visoko nemščino.

### Delta
Nizozemsko ime za Ren je "Rijn". Ren se obrne proti zahodu in vstopi na Nizozemsko, kjer skupaj z rekama Meuse in Šelda oblikuje obsežno Ren-Meuse-Šelda delto, ki je ena izmed večjih rečnih delt v zahodni Evropi. Po prečkanju nizozemske meje pri Spijku, blizu Nijmegena in Arnhema, je Ren najširši, nato se reka razdeli v tri glavne rokave: Waal, Nederrijn in IJssel.
Od tod situacija postane bolj zapletena, saj nizozemsko ime Rijn ne sovpada z glavnim tokom reke. Dve tretjini prostornine vodnega toka Rena teče naprej proti zahodu, skozi Waal in nato preko Merwede in Nieuwe Merwede (De Biesbosch), združen z Meuse, v ustje Hollands diep in Haringvliet v Severnem morju. Beneden Merwede se odcepi v bližini Hardinxveld-Giessendama in nadaljuje kot Noord, ki se zduži z Lek v bližini vasi Kinderdijka, da nastane Nieuwe Maas; nato teče mimo Rotterdama in nadaljuje preko Het Scheur in Nieuwe Waterweg v Severno morje. Oude Maas se odcepi v bližini Dordrechta, dlje navzdol ponovno združi z Nieuwe Maas in ustvari Het Scheur.
Druga tretjina voda teče skozi Kanaal Pannerdens in se prerazporeja v IJssel in Nederrijn. IJssel opravlja eno devetino pretoka vode v Ren severno v Ijsselmeer (nekdanji zaliv), medtem ko Nederrijn nosi približno dve devetini pretoka zahodno vzdolž vzporednega kanala v Waal. Vendar pa v Wijk bij Duurstede Nederrijn spremeni svoje ime in postane Lek. Teče naprej proti zahodu, ponovno z reko Noord vteče v Nieuwe Maas in Severno morje.
Ime Rijn se od tu naprej se uporablja le za manjše tokove dlje na severu, ki so skupaj tvorili glavno reko Ren v rimskih časih. Čeprav so obdržali ime, ti tokovi ne nosijo več vode iz Rena, ampak se uporabljajo za dreniranje zemljo in erodiranih zemeljskih površin v okolici. Od Wijk bij Duurstede, se stara severna veja Rena imenuje Kromme Rijn mimo Utrechta, prvi Leidse Rijn in nato, Oude Rijn. Pozneje teče zahodno v zapornice pri Katwijku, kjer njegove vode odtečejo v Severno morje. Ta veja je nekoč oblikovala linijo, po kateri je bil zgrajen Limes Germanicus. V obdobjih nižje morske gladine v različnih ledenih dobah, je Ren v levem zavoju ustvarjal rečni kanal, ki zdaj leži pod Rokavskim prelivom.
Ren-Meuse Delta, najpomembnejša naravna regija Nizozemske se začne v bližini Millingen aan de Rijn, blizu nizozemske meje, nemški z delitvijo Rena v Waal in Nederrijn. Ker Ren prispeva večino vode, je krajši čas Ren Delta pogosto uporablja. Vendar pa se to ime uporablja tudi za delto, kjer Ren izliva v Bodenskem jezeru, zato je jasno, da pokličete večji od Ren-Meuse delto ali celo Ren-Meuse-Šelda delta, kot Šelda konča v isti delta .
Oblika delte Rena je določena z dvema bifurkacijama. Prva pri Millingen aan de Rijn, ko se Ren razdeli na Waal in Pannerdens Kanaal, in spremeni svoje ime v Nederrijn pri Angerenu in druga v bližini Arnhema, IJssel se odcepi od Nederrijna. To ustvarja tri glavne tokove, od katerih dva precej pogosto spreminjata imena. Največji in južni glavni krak začne kot Waal in se nadaljuje kot Boven Merwede, Beneden Merwede, Noord River, Nieuwe Maas, Het Scheur in Nieuwe Waterweg. Srednji krak začne kot Nederrijn, nato se spremeni v Lek, nato se pridruži Noordu, ustvari se Nieuwe Maas. Severni tok ohranja ime IJssel, dokler ne steče v jezero Ijsselmeer. Še trije tokovi nosijo velike količine vode: Nieuwe Merwede, ki se odcepi od južnega kraka, kjer se spremeni iz Bovena v Beneden Merwede; Oude Maas, ki se odcepi od južnega kraka, kjer se spremeni iz Beneden Merwede v Noord in Dordtse Kil, ki se odcepi od Oude Maas.
Pred poplavami sv. Elizabete (1421) (poplave, ki so obsegale celotno ozemlje današnje Nizozemske; V noči od 18. novembra do 19. novembra 1421, po hudi nevihti ob obali Severnega morja zaradi katerih so nasipi popustili na številnih mestih, so bila nižje ležeča polderska zemljišča poplavljena. Številne vasi so bile uničene, bilo je med 2.000 in 10.000 žrtev. Uničeni jezovi in poplave so povzročile obsežno opustošenje v Zeelandu in na Nizozemskem.) je Meuse tekla južno od današnjega črte Merwede-Oude Maas do Severnega morja in je oblikovala arhipelag kot izliv z rekama Waal in Lek. Ta sistem številnih zalivov, podobnih razširjenim rekam z mnogimi otoki in nenehnimi spremembami obale, si je danes težko predstavljati. Od 1421 do 1904 sta Meuse in Waal združeni v začetnem delu pri Gorinchemu in tvorita Merwede. Zaradi zaščite pred poplavami je Meuse ločena od Waal preko zapornice in preusmerjena v novo strugo imenovano "Bergse Maas", nato Amer in potem teče v nekdanji zaliv Hollands Diep.
Severozahodni del estusrija (okoli Hoek van Holland), se še vedno imenuje Maasmond (ustje Meuse), in ne upošteva dejstva, da zdaj odmaka le vodo iz Rena. To lahko pojasni zmedo poimenovanja različnih krakov.
Hidrografija trenutne delte je značilna za glavne krake, prekinjeni kraki (Hollandse IJssel, Linge, Vecht, itd) in manjše reke in potoke. Številne reke so zaprli (zajezili) in sedaj služijo kot odvodni kanali za številne polderje. Izgradnja sistema Projekt Delta (Deltawerken) je temeljito spremenila delto v drugi polovici 20. stoletja. Trenutno vode Rena tečejo v morje ali v nekdanje morske zalive sedaj ločene od morja, na petih mestih in sicer na ustju Nieuwe Merwede, Nieuwe Maas, Dordtse Kil, Spui in IJssel.
Delta Ren-Meuse je plimska delta, oblikovana ne samo zaradi sedimentacije rek, temveč tudi zaradi plimovanja. Visoka plima predstavlja resno tveganje, ker lahko močni plimski tokovi trgajo velike površine zemlje v morje. Pred gradnjo Deltawerken je plimni vpliv segel do Nijmegena in še danes, po ureditvenih ukrepih del plime deluje daleč v notranjost.

### Kanali (prekopi)
- Kanal Ren-Majna-Donava (nemško: Rhein-Main-Donau-Kanal) - na Bavarskem v Nemčiji, povezuje Majno in Donavo preko Evropske, teče od Bamberga preko Nürnberga do Kelheima. Kanal povezuje Severno morje in Atlantski ocean s Črnim morjwm in zagotavlja plovno arterijo med delto Rena (v Rotterdamu na Nizozemskem) in delto Donave v jugovzhodni Romuniji in na jugozahodu Ukrajine. Sedanji kanal je bil končan leta 1992 in je 171 km dolg;
- Grand Canal d'Alsace - (francosko: Grand Canal d'Alsace, nemško: Rheinseitenkanal) je kanal v vzhodni Franciji, usmerjen v reko Zgornji Ren;
- Kanal Ren-Herne - je 45,6-kilometra dolg kanal v Porurju, Severno Porenje-Vestfalija, Nemčija, s petimi zapornicami; tudi povezava z Dortmund-Ems prekopom na celini;
- Kanal Meuse-Waal (Maas–Waalkanaal) – je kanal na Nizozemskem, ki povezuje reko Meuse (nizozemsko: Maas) in reki Waal;
- Kanal Amsterdam-Ren (Amsterdam-Rijnkanaal) - je kanal na Nizozemskem, ki je bil zgrajen za povezavo pristaniškega mesta Amsterdam z glavno ladijsko arterijo Rena;
- Kanal Šelda-Ren (Schelde-Rijnkanaal)- v Belgiji in na Nizozemskem povezuje Antwerpen z Volkerakom in s tem Šeldo z Renom;
- Druzov kanal: (latinsko Fossa Drusiana) je bil rimski kanal zgrajen za vojaške namene, ki ga je gradil Neron Klavdij Druz okoli 12. st. pr. n. št.

## Geologija

### Alpidska orogeneza
Ren teče od Alp do bazena Severnega morja. Geografija in geologija njegovega današnjega porečja se je spreminjala in se je začela v alpidski orogenezi.
V južni Evropi se je razvoj začel v triasu v času mezozoika, z odprtjem oceana Tetiss, med evrazijsko in afriško tektonsko ploščo, med okoli 240 in 220 MPS (milijoni let pred sedanjostjo). Sedanje Sredozemsko morje spusti s tem nekoliko več vode ocenana Tetis. V približno 180 MPS, v jurskem obdobju, dve plošči obrneta smer in začneta stiskanje tal Tetisa, zaradi česar pride do subdukcije (podrivanja) pod evrazijsko ploščo in dviganja roba v alpidski orogenezi v oligocenu in miocenu. Več mikro plošč je bilo ujetih v stiskanje in vrtenje ali pa so bile potisnjene vstran in tako ustvarjale posamezne značilnosti sredozemske geografije: iberska je dvignila Pireneje, italijanska Alpe in Anatolijo, ki se gibljejo na zahod, gore Grčije in otoke. Stiskanje in orogeneza se danes nadaljuje, kot je razvidno iz vsakoletnega majhnega dviga gora in aktivnih vulkanov.
V severni Evropi je severnomorska kotlina nastala v času triasa in jure in se preoblikovala ko je sediment zasipal kotlino. Med območjem alpske orogeneze in pogrezanjem bazena Severnega morja, so ostala višavja, ki izhajajo iz zgodnejše orogeneze (Variskična orogeneza), kot so Ardeni, Eifel in Vogezi.
Od eocena dalje je alpidska orogeneza povzročila razkol sistema v smeri sever-jug in razvoj na tem območju. Glavni elementi tega razkola dolina Zgornjega Rena v jugozahodni Nemčiji in vzhodni Franciji in zaliv Spodnjega Rena na severozahodu Nemčije in jugovzhodu Nizozemske. V času miocena se je razvil rečni sistem Zgornjega Rena, dolina se je še naprej širila proti severu in nastane prva reka Ren. V tistem času še ni odmakala Alp, te so predstavljale razvodje Rone in Donave, ki sta odmakali severne boke Alp.

### Nastanek toka
Razvodnica Rena sega v Alpe danes, vendar tako ni od nekdaj. V obdobju miocen je bila razvodnica Rena bolj južno, samo do Eifela in Westerwalda, okoli 450 km severno od Alp. Ren je imel kot pritok Sieg, vendar še ne Mozele. Severne Alpe je odmakala Donava.
S spreminjanjem toka je Ren razširil razvodje proti jugu. V obdobju pliocena je Ren zajel tok do Vogezov, vključno Mozelo, Majno in Neckar. Vode iz severnih Alp so še vedno odtekale v Rono. V zgodnjem obdobju pleistocena je Ren zajel večino svojega današnjega alpskega povodja od Rhône, vključno reko Aare. Od takrat Ren je dodal vode nad Bodenskim jezerom (Vorderrhein, Hinterrhein, Alpenrhein; preusmerjene od Rône), zgornji tok reke Majne, onkraj Schweinfurta in Vogezov in ujel Meuse v svoje porečje.
Pred približno 2,5 milijoni let (ki se konča pred 11.600 leti) je bilo geološko obdobje ledenih dob. Ker je pred približno 600.000 leti prišlo do šest večjih ledenih dob, v katerih se morska gladina upadla za 120 m, je več kontinentalnih robov ostalo izpostavljenih. V zgodnjem pleistocenu je Ren sledil toku na severozahod in s tem v Severno morje. V tako imenovani angleški poledenitvi (~ 450.000 let pred sedanjostjo, morski kisikov izotop stopnje 12), je severni del današnjega Severnega morja blokiral led in nastalo je veliko jezero, ki je poplavilo preko Rokavskega preliva. To je povzročilo da se je Ren moral preusmeriti preko Rokavskega preliva. Od takrat se je ustje nahajalo na morju pri Brestu v Francija in reke, kot so Temza in Sena sta postali pritoka Rena. V času med poledenitvami, ko se je gladina morja dvignila na približno sedanjo raven, je Ren oblikoval delto, kjer je zdaj Nizozemska.
Zadnja poledenitev je potekala od ~ 74.000 PS (pred sedanjostjo) do konca pleistocena (~ 11.600 PS). V severozahodni Evropi sta bili dve zelo hladni fazi, z vrhom okoli 70.000 PS in okoli 29.000-24.000 PS. Zadnja faza je nekoliko starejša globalno zadnji ledenodobni maksimum (pleniglaciala). V tem času spodnji Ren tekel približno proti zahodu preko Nizozemske in se razširil na jugozahod preko Rokavskega preliva in končno v Atlantski ocean. V angleškem in irskem kanalu in velik del Severnega morja je bilo kopno, predvsem zato, ker je bila gladina morja približno 120 m nižja kot danes.
Večina sedanjega toka Rena v času zadnje ledene dobe ni bila pod ledom; čeprav je bil njegov izvir še vedno ledenik. Tundra z ledenodobno floro in favno se je raztezala čez srednjo Evropo od Azije do Atlantskega oceana. To se je zgodilo v zadnjem glacialnem maksimumu, ca. 22.000-14.000 PS, ko je ledeni pokrov pokrival Skandinavijo, baltske države, Škotsko in Alpe, vendar pustil prostor tundri. Puhlica nad to tundro se je naložila v in okoli doline Rena, kar je prispevalo k sedanji kmetijski uporabnosti.

### Konec zadnje poledenitve
Ko se je severozahodna Evropa počasi začela ogrevati od leta 22.000 dalje, so se zamrznjeno podtalje in alpski ledeniki začeli topiti, tudi jesenski in zimski sneg spomladi se je stopil. Velik del voda se je preusmeril v Ren in njegov tok se je podaljšal. Hitro segrevanje in spremembe vegetacije in nastanek gozda, se je začelo okoli 13.000 PS. Okoli 9000 PS je bila Evropa v celoti pokrita z gozdom. Globalno krčenje ledenega pokrova je dvignilo raven oceanov in angleški kanal in Severno morje sta bila ponovno poplavljena. Tajanje zemlje in teža oceana sta povzročila ugrezanje tal, nekdanje obale Evrope so utonile (morska transgresija - napredovanje morja na kopno).
Okoli 11.000 v preteklost je bilo ustje Rena v Dovrskih vratih. Tam je ostalo v južnem delu Severnega morja nekaj kopnega, ki je znano kot Doggerland in je povezovalo celinsko Evropo in Veliko Britanijo. Približno 9000 let nazaj je bilo to zadnje kopno prekinjeno. Ljudje, ki so že prebivali na tem območju, so te dogodke doživeli.
Od 7500 let nazaj je bilo stanje plimovanja in tokov zelo podobno sedanjemu. Stopnja dvigovanja morske gladine se je doslej znižala kot posledica zemeljske sedimentacije Rena in obalnih procesov ter nadomestila transgresijo morja; zadnjih 7000 let je bila obala približno na isti lokaciji. V južnem delu Severnega morja je zaradi stalnega tektonskega ugrezanja morska gladina še vedno naraščala, v višini približno 1–3 cm v stoletju (1 meter in 39 centimetrov v zadnjih 3000 letih).
Okoli 7000-5000 pred sedanjostjo je splošno segrevanje spodbujalo migracije narodov iz vzhoda do Donave in navzdol ob Renu, ki ga je morda vzpodbudilo nenadno širjenje Črnega morja, ko se Sredozemsko morje prelilo vanj skozi Bospor okoli 7500 pred sedanjostjo.

### Holocenska delta
Na začetku holocena (~ pred 11.700 leti) je Ren zasedal svoje poznoledeniške doline. Ko se je dviganje morske gladine na Nizozemskem nadaljeval, se je začelo oblikovanje delte Ren-Meuse (~ pred 8000 leti). Absolutni dvig morske gladine in tektonsko pogrezanje je močno vplivalo na razvoj delte. Drugi dejavniki pomembni za oblikovanje delte so lokalne tektonske dejavnosti meje Peel preloma in geomorfologija, kot ostanek zadnje ledene dobe in obalna morska dinamika, kot so pregrade in plimske formacije.
Od ~ 3000 PS je v delti viden človeški vpliv. Kot posledica povečanja kmetijskih zemljišč (bronastodobno kmetijstvo) v gorskih območjih (osrednja Nemčija), se je pretok sedimentov preko Rena močno povečal in rast delte se je pospešila. To je povzročilo večje poplave in sedimentacijo, ki je končala nastajanje šote v delti. V geološko bližnji preteklosti je bil glavni proces distribucije usedlin preko delte prelaganje rečnih kanalov na nove lokacije na poplavni ravnici (imenovana avulsion - 'prisilna ločitev'). V zadnjih 6000 letih se je pojavilo približno 80 avulzij. Neposredni človekov vpliv v delti se je začel z izkopavanjem šote za sol in gorivo od rimskih časov dalje. Temu je sledilo nasipavanje glavnih pritokov in zajezitve manjših pritokov, kar je potekalo v 11-13. stoletju. Nato so izkopali kanale, brežine izravnali ter postavili lesene valobrane za preprečevanje selitve toka reke ali zamuljevanja.
Trenutno kraka Waal in Nederrijn-Lek tečeta v Severno morje skozi nekdanji izliv Meuse blizu Rotterdama. Reka IJssel teče proti severu in vstopi v IJsselmeer (prej Zuiderzee), sprva brakično laguno, od 1932 sladkovodno jezero. Odtok Rena je razdeljen na tri dele in se je ohranil od leta 1709 kot posledica gradenj, vključno s kopanjem kanala Pannerdens in ureditev v 20. stoletju.